# Primitiva Bueno Ramírez

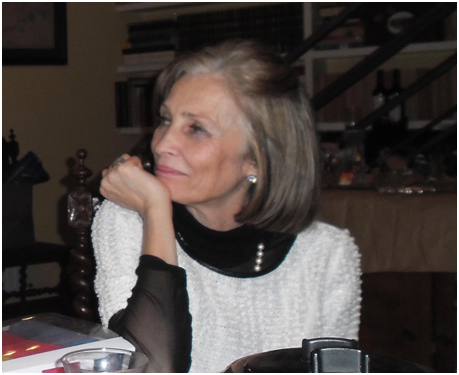
Primitiva Bueno Ramirez (2017)

Primitiva Bueno Ramírez (* 16. Mai 1957 in Córdoba) ist eine spanische Prähistorikerin und Professorin an der Universität Alcalá.

## Leben
Bueno Ramírez studierte Geographie und Geschichte mit Spezialisierung auf Vorgeschichte an der Universität Complutense Madrid und erlangte 1979 den Master-Abschluss. 1983 erhielt sie ein Stipendium an der Escuela Española de Historia y Arquelogía en Roma und 1985 ein Arbeitsstipendium des französischen Außenministeriums für einen Aufenthalt an der Universität Rennes 2. 1987 promovierte sie an der Universität Complutense mit einer Arbeit zur Megalithik in der Extremadura.
Ihre Forschungsschwerpunkte sind die kulturellen Erzeugnisse und die Symboliken der jüngeren Vorgeschichte, vor allem im Totenkult mit all seine Facetten. Durch vergleichende Untersuchungen von Felsmalereien und -gravuren in Gebirgen und Flusstälern sowie in Grabmonumenten konnte sie beide denselben Bevölkerungsgruppen zuweisen. Weiterhin versucht sie, Siedlungskontinuität seit dem Jungpaläolithikum in Regionen zu belegen, die traditionell als unbesiedelt gelten.
Zu den Ergebnissen ihrer Arbeit gehören die erstmalige Dokumentation von Hypogäen im Inneren der Iberischen Halbinsel in der Nekropole von Valle de las Higueras (Huecas) und die erste Dokumentation von Megalithgräbern im Inneren der Estramadura, etwa den Dolmen von Alcántara. Weiterhin publizierte sie Arbeiten zur Bildkunst in den Dolmen von Menga und Viera bei Antequera (Andalusien) und zusammen mit französischen Kollegen die ersten Dokumentationen von Malerei in der bretonischen Megalithkunst.
Bueno Ramírez ist korrespondierendes Mitglied der Real Academia de Nobles Artes de Antequera.

## Auszeichnungen
- Premio Especial de la Real Fundación de Toledo (2006).[1]

## Schriften
Autorin
- Megalitismo en Extremadura. Universidad Complutense de Madrid Facultad de Geografía e Historia Departamento de Prehistoria, Madrid 1987
- Los dolmenes de Valencia de Alcantara (= Excavaciones arqueologicas en España. Band 155). Ministerio de Cultura, Dirección General de Bellas Artes y Archivos, Subdirección General de Arqueología y Etnografía, Madrid 1988, ISBN 84-505-8278-4.
- Megalitos en la Meseta sur. Los dólmenes de Azután y La Estrella, Toledo (= Excavaciones arqueologicas en España. Band 159). Ministerio de Cultura, Dirección General de Bellas Artes y Archivos, Subdirección General de Arqueología y Etnografía, Madrid 1991, ISBN 84-7483-709-X.
- El dolmen de Navalcán. El poblamiento megalítico en el Guadyerbas (= Publicaciones del Instituto Provincial de Investigaciones y Estudios Toledanos. Serie 3. Band 52). Instituto Provincial Investigaciones y Estudios Toledanos, Toledo 1999, ISBN 84-87103-79-0.
- El dolmen de Azután (Toledo). Areas de habitación y áreas funerarias en la cuenca interior del Tajo (= Monografías UAH. Humanidades. Band 2). Univ. de Alcalá, Alcalá de Henares 2005, ISBN 84-8138-643-X.
- Graphical markers and megalith builders in the international Tagus, Iberian Peninsula (= BAR international series. Band 1765). Archaeopress, Oxford 2008, ISBN 978-1407302546.
- Mit Antonio Vázquez Cuesta: Patrimonio arqueológico de Valencia de Alcántara. Ayuntamiento de Valencia de Alcántara, Valencia de Alcántara 2008, ISBN 978-84-612-9215-8.
- Mit Enrique Cerrillo Cuenca: From the origins. The prehistory of the inner Tagus region (= BAR international series. Band 2219). Archaeopress, Oxford 2011, ISBN 978-1407307770.

Herausgeberin
- Pré-história recente da Península Ibérica (= Congresso de Arqueologia Peninsular. Band 3 = Actas / coordenação editorial geral Vítor Oliveira Jorge. Band 4). ADECAP, Porto 2000, ISBN 972-97613-5-3.
- Mit Rodrigo de Balbín Behrmann: Primer symposium internacional de arte prehistórico de Ribadesella. El arte prehistórico desde los inicios del siglo XXI. Asociación Cultural Amigos de Ribadesella, Oviedo 2003, ISBN 84-921909-8-1.
- Arqueología, sociedad, territorio y paisaje. Estudios sobre prehistoria reciente, protohistoria y transición al mundo romano en homenaje a Ma. Dolores Fernández Posse (= Bibliotheca praehistorica Hispana. Band 28). Consejo Superior de Investigaciones Científicas, Instituto de Historia, Madrid 2011, ISBN 978-84-00-09264-1.
- Mit Leonor Rocha und Gertrudes Branco: Death as archaeology of transition. Thoughts and materials. Papers from the II International Conference of Transition Archaeology. Death Archaeology, 29th April–1st May 2013 (= BAR international series. Band 2708). Archaeopress, Oxford 2015, ISBN 978-1-4073-1359-7.
- Mit Paul G. Bahn: Prehistoric art as prehistoric culture. Studies in honour of Professor Rodrigo de Balbín-Behrmann. Archaeopress, Oxford 2015, ISBN 978-1-78491-222-2.
- mit Martin Bartelheim und Michael Kunst: Key resources and socio-cultural developments in the Iberian Chalcolithic (= RessourcenKulturen. Band 6). Eberhard Karls Universität Tübingen, Tübingen 2017, ISBN 978-3-946552-12-3.
- mit Jorge A. Soler Díaz: Ídolos. Miradas milenarias. Guía catálogo. Diputación de Alicante, Alicante 2020, ISBN 978-84-451-3863-2.
- mit Jorge A. Soler Díaz: Mobile images of ancestral bodies. A millennium-long perspective from Iberia to Europe (= Zona arqueológica. Band 23). 2 Bände. Museo Arqueológico Regional, Alcalá de Henares 2021, ISBN 978-84-451-3936-3.